# Dawid Drachal
Dawid Drachal (ur. 31 stycznia 2005 w Radomiu) – polski piłkarz grający na pozycji pomocnika w klubie Jagiellonia Białystok.

## Kariera klubowa
Wychowanek Broni Radom, w której rozpoczął treningi w wieku 9 lat. Następnie trafił do Ajaxu Radom, z którego później wrócił do Broni. W 2019 roku został zawodnikiem Escoli Varsovia. 
W sierpniu 2022 podpisał trzyletni kontrakt z Miedzią Legnica. W Ekstraklasie zadebiutował 2 października 2022 w przegranym 0:2 meczu ze Stalą Mielec, a pierwszego gola strzelił 1 maja 2023 w zremisowanym 1:1 meczu z Cracovią. 
W czerwcu 2023 podpisał pięcioletni kontrakt z Rakowem Częstochowa. Zadebiutował w tym klubie 19 sierpnia w wygranym 2:0 meczu ze Stalą Mielec. 24 września 2023 strzelił 3 gole w wygranym 5:3 spotkaniu z Ruchem Chorzów, zostając tym samym najmłodszym zawodnikiem, który zdobył hat tricka w pierwszej połowie meczu na najwyższym poziomie rozgrywek ligowych w Polsce od 30 września 1934, kiedy dokonał tego Ernest Wilimowski. 
W lutym 2025 został wypożyczony do końca sezonu do GKS-u Katowice. Zadebiutował 16 lutego 2025 w zremisowanym 0:0 meczu z Piastem Gliwice.
13 czerwca 2025 podpisał trzyletni kontrakt z Jagiellonią Białystok.

## Kariera reprezentacyjna
W 2022 roku został powołany na mistrzostwa Europy do lat 17, na których wystąpił we wszystkich trzech meczach grupowych: przegranym 1:6 z Francją (w którym strzelił gola), przegranym 1:2 z Holandią i zremisowanym 1:1 z Bułgarią, po których Polska odpadła z rywalizacji, zajmując trzecie miejsce w grupie.
17 października 2023 strzelił 2 gole w zremisowanym 3:3 spotkaniu z Niemcami w eliminacjach do mistrzostw Europy U-19.
22 marca 2024 zadebiutował w reprezentacji U-20 w przegranym 1:5 meczu Elite League z Anglią.

## Statystyka
(aktualne na koniec sezonu 2024/2025)
| Klub                 | Sezon           | Liga            | Liga | Liga | Puchar kraju | Puchar kraju | Inne | Inne | Europa | Europa | Suma | Suma |
| Klub                 | Sezon           | Liga            | M.   | Br.  | M.           | Br.          | M.   | Br.  | M.     | Br.    | M.   | Br.  |
| -------------------- | --------------- | --------------- | ---- | ---- | ------------ | ------------ | ---- | ---- | ------ | ------ | ---- | ---- |
| Miedź Legnica        | 2022/23         | Ekstraklasa     | 16   | 1    | —            | —            | —    | —    | —      | —      | 16   | 1    |
| Miedź II Legnica     | 2022/23         | III liga        | 4    | 2    | —            | —            | —    | —    | —      | —      | 4    | 2    |
| Raków II Częstochowa | 2023/24         | III liga        | 1    | 0    | —            | —            | —    | —    | —      | —      | 1    | 0    |
| Raków Częstochowa    | 2023/24         | Ekstraklasa     | 26   | 3    | 3            | 0            | —    | —    | —      | —      | 29   | 3    |
| Raków Częstochowa    | 2024/25         | Ekstraklasa     | 10   | 1    | 1            | 0            | —    | —    | —      | —      | 11   | 1    |
| GKS Katowice (wyp.)  | 2024/25         | Ekstraklasa     | 14   | 0    | —            | —            | —    | —    | —      | —      | 14   | 0    |
| Ogólnie kariera      | Ogólnie kariera | Ogólnie kariera | 71   | 7    | 4            | 0            | 0    | 0    | 0      | 0      | 75   | 7    |

## Styl gry
Jest zawodnikiem o dobrej motoryce i umiejętnościach technicznych.

## Życie osobiste
W młodości trenował breakdance. Jego ojciec, Andrzej, również był piłkarzem.